# Adam Clayton (calciatore)
Adam Stephen Clayton (Manchester, 14 gennaio 1989) è un calciatore inglese, centrocampista del Matlock Town.

## Carriera

### Club
Ha giocato nella prima e nella seconda divisione inglese.

### Nazionale
Ha partecipato ai Mondiali Under-20 del 2009.

## Statistiche

### Presenze e reti nei club
Statistiche aggiornate al 18 febbraio 2017.
| Stagione                 | Squadra                  | Campionato               | Campionato | Campionato | Coppe nazionali | Coppe nazionali | Coppe nazionali | Coppe continentali | Coppe continentali | Coppe continentali | Altre coppe | Altre coppe | Altre coppe | Totale | Totale |
| Stagione                 | Squadra                  | Comp                     | Pres       | Reti       | Comp            | Pres            | Reti            | Comp               | Pres               | Reti               | Comp        | Pres        | Reti        | Pres   | Reti   |
| ------------------------ | ------------------------ | ------------------------ | ---------- | ---------- | --------------- | --------------- | --------------- | ------------------ | ------------------ | ------------------ | ----------- | ----------- | ----------- | ------ | ------ |
| 2009-2010                | Carlisle Utd             | FL1                      | 28         | 1          | FACup+CdL       | 3+0             | 0               | -                  | -                  | -                  | FLT         | 5           | 2           | 36     | 3      |
| nov. 2010                | Leeds                    | FLC                      | 4          | 0          | FACup+CdL       | 0               | 0               | -                  | -                  | -                  | -           | -           | -           | 4      | 0      |
| nov. 2010-gen. 2011      | Peterborough United      | FL1                      | 7          | 0          | FACup+CdL       | 1+0             | 0               | -                  | -                  | -                  | FLT         | -           | -           | 8      | 0      |
| gen.-mar. 2011           | Leeds                    | FLC                      | 0          | 0          | FACup+CdL       | 0               | 0               | -                  | -                  | -                  | -           | -           | -           | 0      | 0      |
| mar.-giu. 2011           | MK Dons                  | FL1                      | 6+2        | 1          | FACup+CdL       | -               | -               | -                  | -                  | -                  | FLT         | -           | -           | 8      | 1      |
| 2011-2012                | Leeds                    | FLC                      | 43         | 6          | FACup+CdL       | 1+2             | 0               | -                  | -                  | -                  | -           | -           | -           | 46     | 6      |
| Totale Leeds             | Totale Leeds             | Totale Leeds             | 47         | 6          |                 | 3               | 0               |                    | -                  | -                  |             | -           | -           | 50     | 6      |
| 2012-2013                | Huddersfield Town        | FLC                      | 43         | 4          | FACup+CdL       | 4+1             | 1+0             | -                  | -                  | -                  | -           | -           | -           | 48     | 5      |
| 2013-2014                | Huddersfield Town        | FLC                      | 42         | 7          | FACup+CdL       | 2+2             | 0               | -                  | -                  | -                  | -           | -           | -           | 46     | 7      |
| Totale Huddersfield Town | Totale Huddersfield Town | Totale Huddersfield Town | 85         | 11         |                 | 9               | 1               |                    | -                  | -                  |             | -           | -           | 94     | 12     |
| 2014-2015                | Middlesbrough            | FLC                      | 41+3       | 0          | FACup+CdL       | 3+2             | 0               | -                  | -                  | -                  | -           | -           | -           | 49     | 0      |
| 2015-2016                | Middlesbrough            | FLC                      | 43         | 1          | FACup+CdL       | 1+4             | 0               | -                  | -                  | -                  | -           | -           | -           | 48     | 1      |
| 2016-2017                | Middlesbrough            | PL                       | 22         | 0          | FACup+CdL       | 3+1             | 0               | -                  | -                  | -                  | -           | -           | -           | 26     | 0      |
| Totale Middlesbrough     | Totale Middlesbrough     | Totale Middlesbrough     | 106+3      | 1          |                 | 14              | 0               |                    | -                  | -                  |             | -           | -           | 123    | 1      |
| Totale carriera          | Totale carriera          | Totale carriera          | 279+5      | 20         |                 | 30              | 1               |                    | -                  | -                  |             | 5           | 2           | 319    | 23     |

## Palmarès

### Individuale
- PFA Football League Championship Team of the Year: 1[5]

2015-2016